# Beethoven-Denkmal (Neapel)

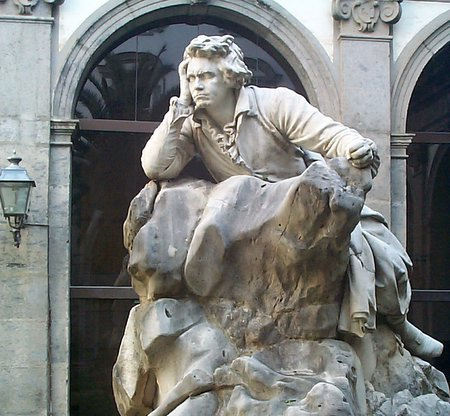
Beethoven-Denkmal in Neapel

Das Beethoven-Denkmal ist eine Marmorskulptur, die den deutschen Komponisten Ludwig van Beethoven (1770–1827) darstellt. Es befindet sich im Innenhof des Conservatorio San Pietro a Majella in Neapel in Italien. Die Skulptur wurde von dem italienischen Bildhauer Francesco Jerace erstellt und im Jahr 1895 eingeweiht.

## Beschreibung und Symbolik
Das Denkmal befindet sich auf einem steinernen, quadratischen Sockel. Als Material für die Skulptur wurde weißer Marmor verwendet. Ludwig van Beethoven ist mit dem rechten Ellenbogen auf einen großen Felsen aufgestützt dargestellt. Die Haare sind ungeordnet, das Hemd offen, die linke Hand ist zur Faust geballt. Seine Augen sind geschlossen, als konzentriere er sich auf die Inspiration für eine neue Komposition. Die Statue strahlt einerseits Natürlichkeit, andererseits auch eine starke Symbolkraft für das menschliche Denken aus.